# 藤川茜
藤川茜（日语：／ Fujikawa Akane，3月16日—）是日本的女性聲優，鹿兒島縣出水市出身。隸屬於Office Anemone。

## 演出作品
※粗體字為主要角色。

### 電視動畫
2012年
- 可愛巧虎島（蟲A、蟲C、雪人3）
- 鄰座的怪同學（女學生B）

2019年
- Mysteria Friends（街人A）

### 遊戲
2013年
- 妖精劍士f（フレイア、キュネス）

2014年
- 麻雀三國志大戰（張昭）
- GUILTY GEAR Xrd -SIGN-（水母快賊團瑪奇、賽菲）
- GUILTY GEAR Xrd -REVELATOR-（阿雷克西斯[2]）

2017年
- 青空Under Girls！（佐久間茜[3]）

2018年
- 格式塔·奧丁（佐久間茜[4]）
- 心跳偶像（伊澄泉[5]）

2020年
- 怪物彈珠（2020年 - 2021年 田托洛堤[6]、朵西娜[7]）

2021年
- 賽馬娘 Pretty Derby（粉絲的小孩[8]）

2023年
- MUV-LUV DIMENSIONS（千堂柚香[9]）

## 音樂CD

### 角色歌
| 發售日   | 商品名稱                 | 演唱名義                                                       | 歌曲                         | 備註                     |
| 2018年   | 2018年                   | 2018年                                                         | 2018年                       | 2018年                   |
| -------- | ------------------------ | -------------------------------------------------------------- | ---------------------------- | ------------------------ |
| 1月17日  | DREAMING-ING!!           | 心跳偶像 project                                               | 「DREAMING-ING!!」 「」      | 遊戲《心跳偶像》相關歌曲 |
| 7月11日  |                          | 心跳偶像 project                                               | 「」                         | 遊戲《心跳偶像》相關歌曲 |
| 9月5日   | 心跳偶像 Song Collection | 心跳偶像 project                                               | 「」 「」 「DREAMING-ING!!」 | 遊戲《心跳偶像》相關歌曲 |
| 12月12日 | Smiling Passion          | 結城秋葉（日岡夏美）、川口夏海（川井田夏海）、伊澄泉（藤川茜） | 「Smiling Passion」          | 遊戲《心跳偶像》相關歌曲 |

### 组合成员
1. 1 2 3  結城秋葉（日岡夏美）、月島美奈都（鈴木實里）、田中弗朗西斯卡（和久井優）、川口夏海（川井田夏海）、青山翼（青山吉能）、真田小幸村（高木友梨香）、片桐奈奈菜（稻川英里）、日比野記子（陽向沙織）、立川美翠（井上穗乃花）、立川朱音（山下七海）、草壁野野香（近藤玲奈）、伊澄泉（藤川茜）、日毬美咲（岩倉梓）、三田希少（金田晶）、朝霧春子（早瀨莉花）

## 外部連結
- 事務所官方簡歷 （页面存档备份，存于）（日語）
- 藤川茜的X（前Twitter）（日語）